# شهادة مهنية
شهادة مهنية (بالإنجليزية: Professional Certificates)‏ مؤهل مهني يحصل عليه شخص لضمان التأهل لأداء وظيفة أو مهمة بالشكل الأمثل في حقل مهني تخصصي دقيق.
يُحْصَلُ على الشهادات من المجتمعات المهنية. بصفة عامة، يجب تجديدها بصفة دورية، وقد تكون صالحة لفترة زمنية محددة. كجزء من التجديد الكامل للشهادة الشخصية، فإنه من الشائع أن يقوم الفرد بإظهار دليل على التعلم والتدريب المستمر، الذي غالبا ما يطلق عليه نطاق التعليم المستمر.
من المهم ملاحظة أن الشهادات المهنية عادة ما يُحْصَلُ عليها من مجتمع مهني أو مؤسسة تعليمية مهنية وليس من الحكومة، وإن كانت هناك حاجة لإثبات قدرة أو معرفة بشكل قانوني قبل السماح بأداء مهمة أو وظيفة، فيشار إلى ذلك ب«الرخصة» والتي عادة ما تمنحها الحكومات.
تمكِّن حامل الشهادة من الالتحاق بسوق العمل حيث انها شهادة عالمية معتمدة (IGC/CG)